# Stegonotus parvus
Espèce
Synonymes
- Lycodon parvus Meyer, 1874

Stegonotus parvus  est une espèce de serpents de la famille des Colubridae.

## Répartition
Cette espèce se rencontre :
- en Nouvelle-Guinée dans la partie indonésienne et Papouane-néo-guinéenne ;
- en Australie sur l'île Murray dans les îles du détroit de Torrès au Queensland.

## Publication originale
- Meyer, 1874 : Eine Mittheilung von Hrn. Dr. Adolf Bernhard Meyer über die von ihm auf Neu-Guinea und den. Inseln Jobi, Mysore und Mafoor im Jahre 1873 gesammelten Amphibien. Monatsberichte der Königlichen Akademie der Wissenschaften zu Berlin, vol. 1874, p. 128-140 (texte intégral).